# Theritas monica
Theritas monica is een vlinder uit de familie van de Lycaenidae. De wetenschappelijke naam van de soort is voor het eerst geldig gepubliceerd in 1867 door William Chapman Hewitson. De soort komt voor in Venezuela, Colombia, Ecuador en Peru.

## Synoniemen
- Thecla crines var. crinella Strand, 1918
- Thecla electryon Goodson, 1945